# Isten Gyülekezetei
Az Isten Gyülekezetei vagy angol nevén az Assemblies of God ( AG ), hivatalosan a World Assemblies of God Fellowship, pünkösdi egyházak több mint 144 autonóm, önálló nemzeti csoportosulásokból álló szövetsége, amelyek együtt alkotják a világ legnagyobb pünkösdi felekezetét.  Ez a negyedik legnagyobb, nemzetközi hátterű keresztény felekezet. Tagsága 2019-ben mintegy 69 millió fő.
A taggyülekezetek teljesen függetlenek és autonómak, de közös meggyőződés és történelem egyesíti őket. Az eredete a 20. század eleji Los Angeles-i Azusa utcai „ébredés”re vezethető vissza. Ez vezetett az Isten Gyülekezeteinek 1914-es megalapításához. Külföldi missziós munkával és más pünkösdi egyházakkal való kapcsolatok kialakításával világméretű mozgalommá vált, de csak 1988-ban alakult meg a világközösség. 
Pünkösdi közösségként az Isten gyülekezetei a Szentlélek-keresztség révén hisznek a nyelveken szólás mai bizonyítékaiban.

## Egyházak
Főbb egyházak:
| - Australian Christian Churches - General Convention of the Assemblies of God in Brazil - Canadian Assemblies of God - Pentecostal Assemblies of Canada - Pentecostal Assemblies of Newfoundland and Labrador (Kanada) - Assembly of God (Kolumbia) - Federation of Pentecostal Churches (Németország) - Assemblies of God in Great Britain - Assemblies of God in India - Jama'at-e Rabbani (Irán) - Assemblies of God (Írország) - Assemblies of God (Olaszország) - Assemblies of God (Japán) | - Joidói Teljes Evangéliumi Egyház (Korea) - United Pentecostal and Evangelical Churches (Hollandia) - Assemblies of God in New Zealand - General Council of the Assemblies of God Nigeria - Philippines General Council of the Assemblies of God (Fülöp-szigetek) - Pünkösdi Egyház (Lengyelország) - Samoan Assemblies of God - Samoan Assemblies of God (Új-Zéland) - Swiss Pentecostal Mission - Taiwan Assemblies of God - Assemblies of God USA - Assemblies of God (Vietnam) |

## Külső linkek
- Isten Gyülekezeteinek hivatalos weboldala
- AGPGI hivatalos weboldal, Parappanangadi